# Syzygium laetum
Syzygium laetum là một loài thực vật có hoa trong Họ Đào kim nương. Loài này được (Buch.-Ham.) Gandhi miêu tả khoa học đầu tiên năm 1976.

## Hình ảnh

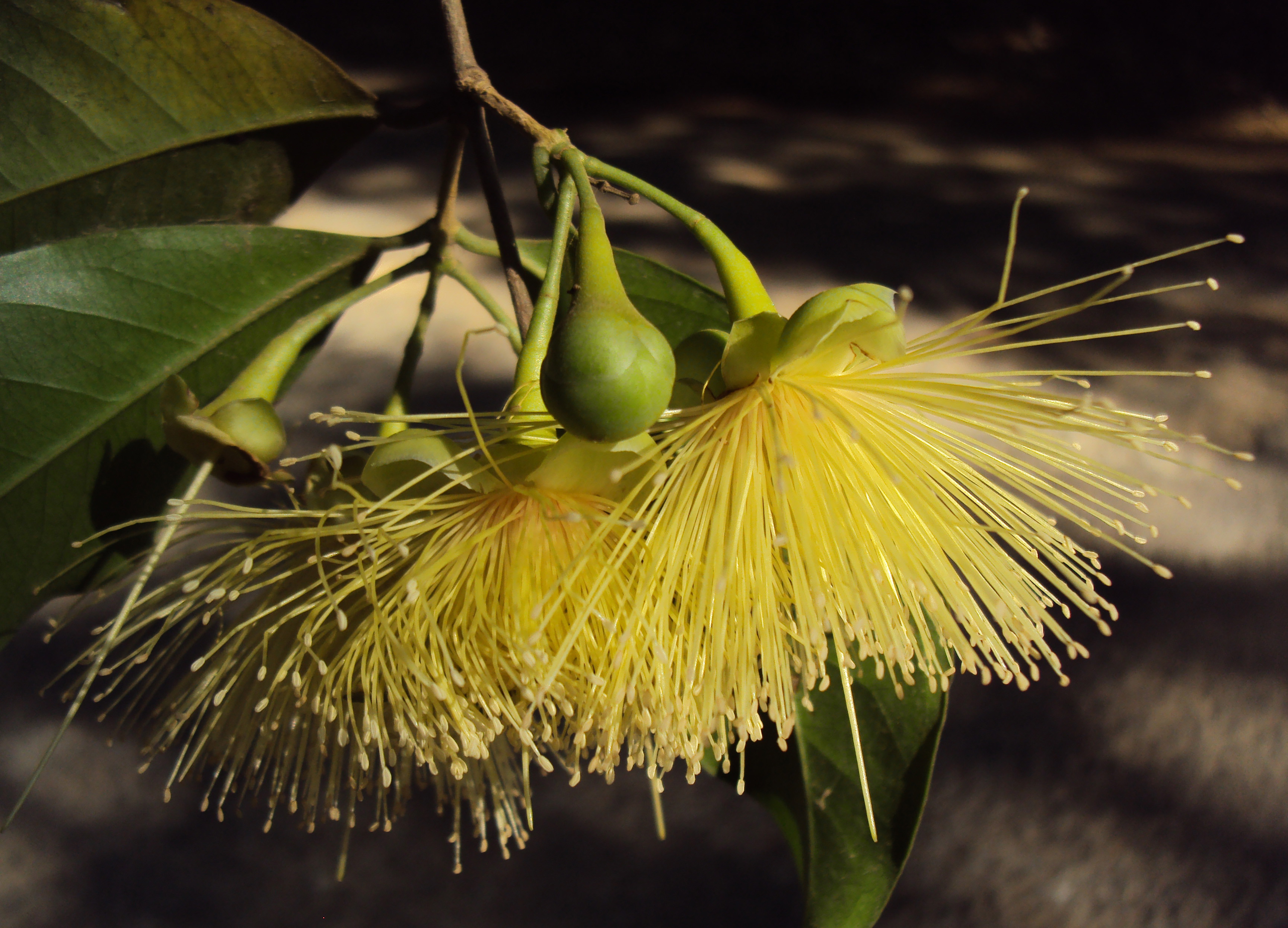
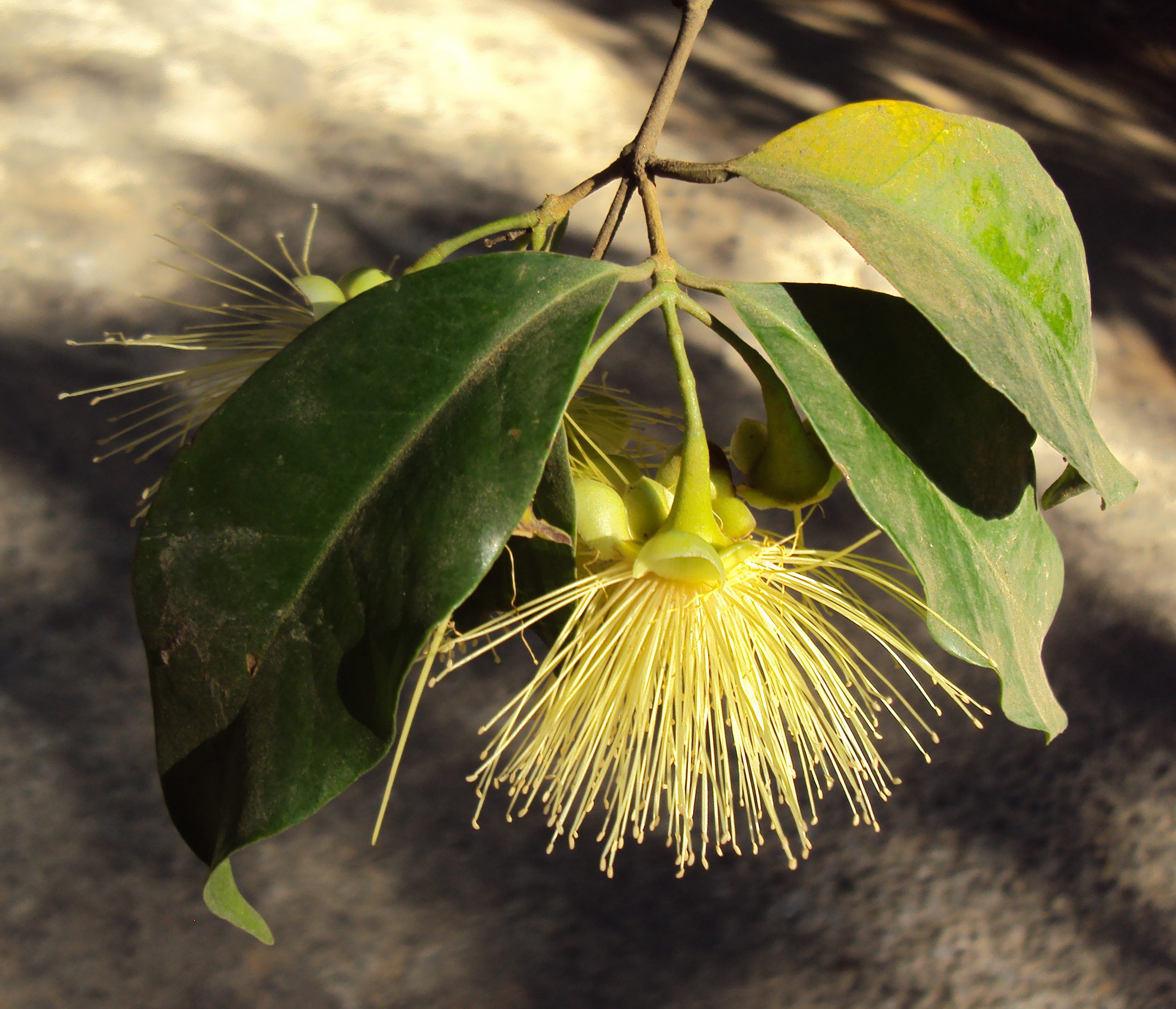
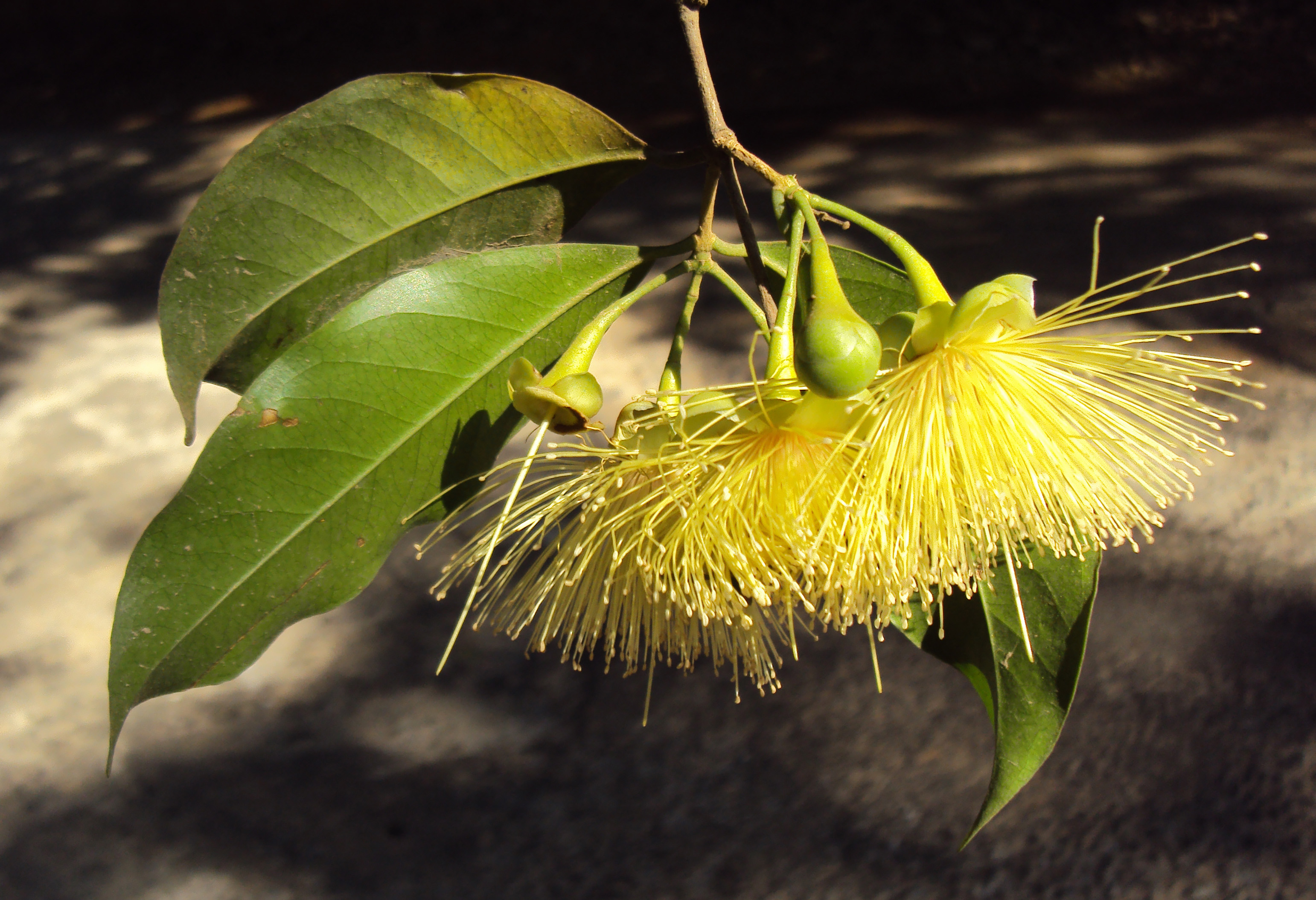
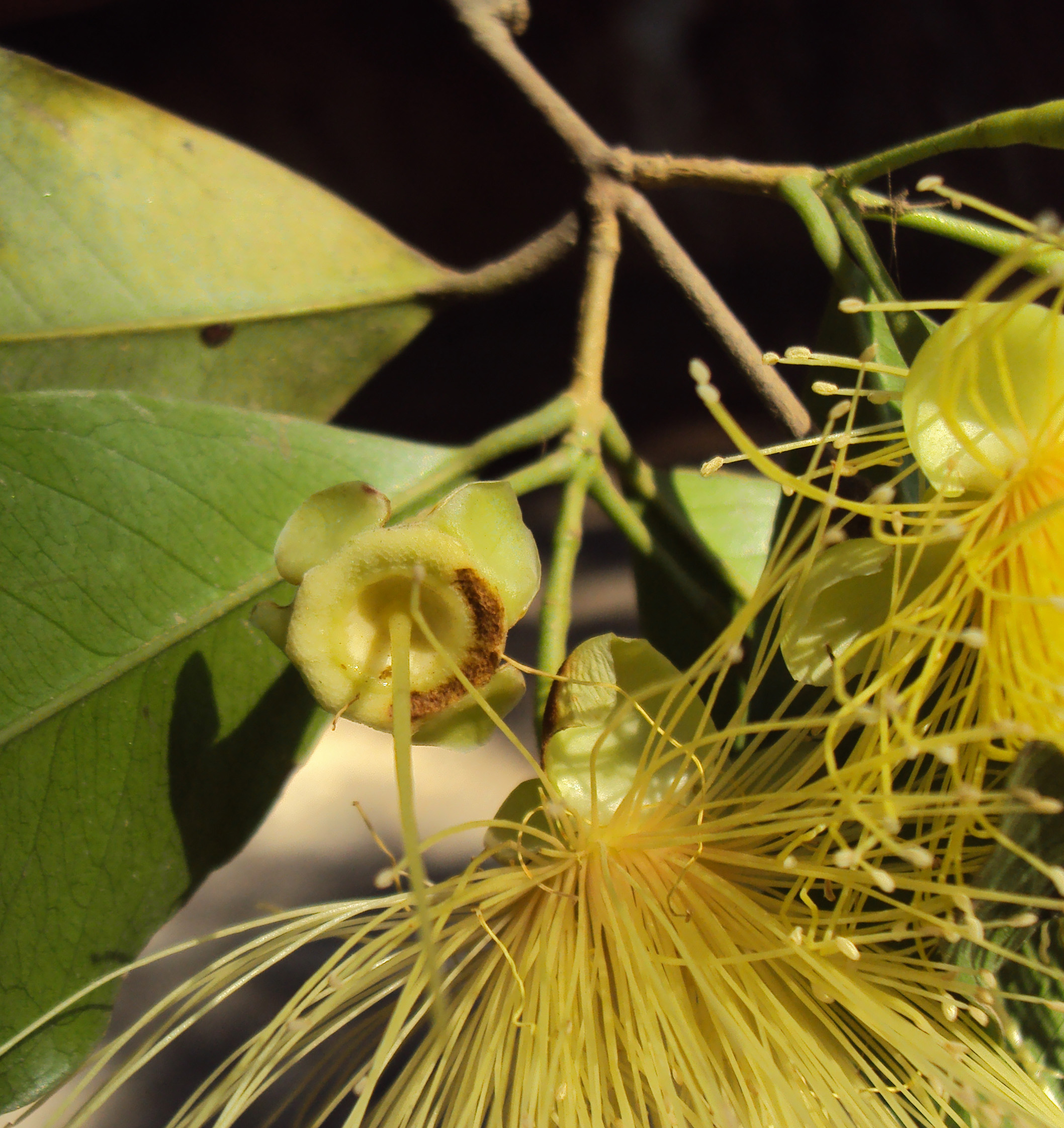